# 卢塞勒
卢塞勒（法語：Loucelles，法語發音：[lusɛl] ⓘ）是法国卡尔瓦多斯省的一个市镇，属于卡昂区。

## 地理
卢塞勒（49°13'25"N, 0°34'54"W）面积3.07 平方千米，位于法国诺曼底大区卡爾瓦多斯省，该省份为法国西北部沿海省份，北濒大西洋英吉利海峡，东北与滨海塞纳省以海上边界相接，东临厄尔省，南至奧恩省，西与芒什省接壤。
与卢塞勒接壤的市镇（或旧市镇、城区）包括：欧德里约、卡尔卡尼、迪西圣玛格丽特、蒂和米、贝桑地区穆兰。

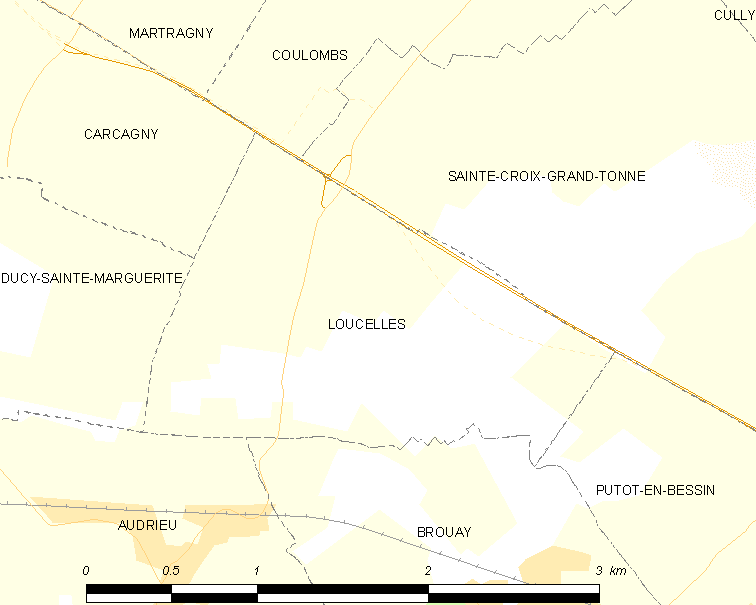
卢塞勒的OSM定位图

卢塞勒的时区为UTC+01:00、UTC+02:00（夏令时）。

## 行政
卢塞勒的邮政编码为14250，INSEE市镇编码为14380。

## 政治
卢塞勒所属的省级选区为蒂和米县。

## 人口

1962-2008年间卢塞勒人口变化图示

卢塞勒于2022年1月1日时的人口数量为204人。